# Mosselbaai
Mosselbaai is een stad met 30.000 inwoners, in de provincie West-Kaap van Zuid-Afrika, gelegen ten westen van Humansdorp en Port Elizabeth. De stad ligt in de gelijknamige gemeente en maakt deel uit van het district Tuinroute.

## Geschiedenis

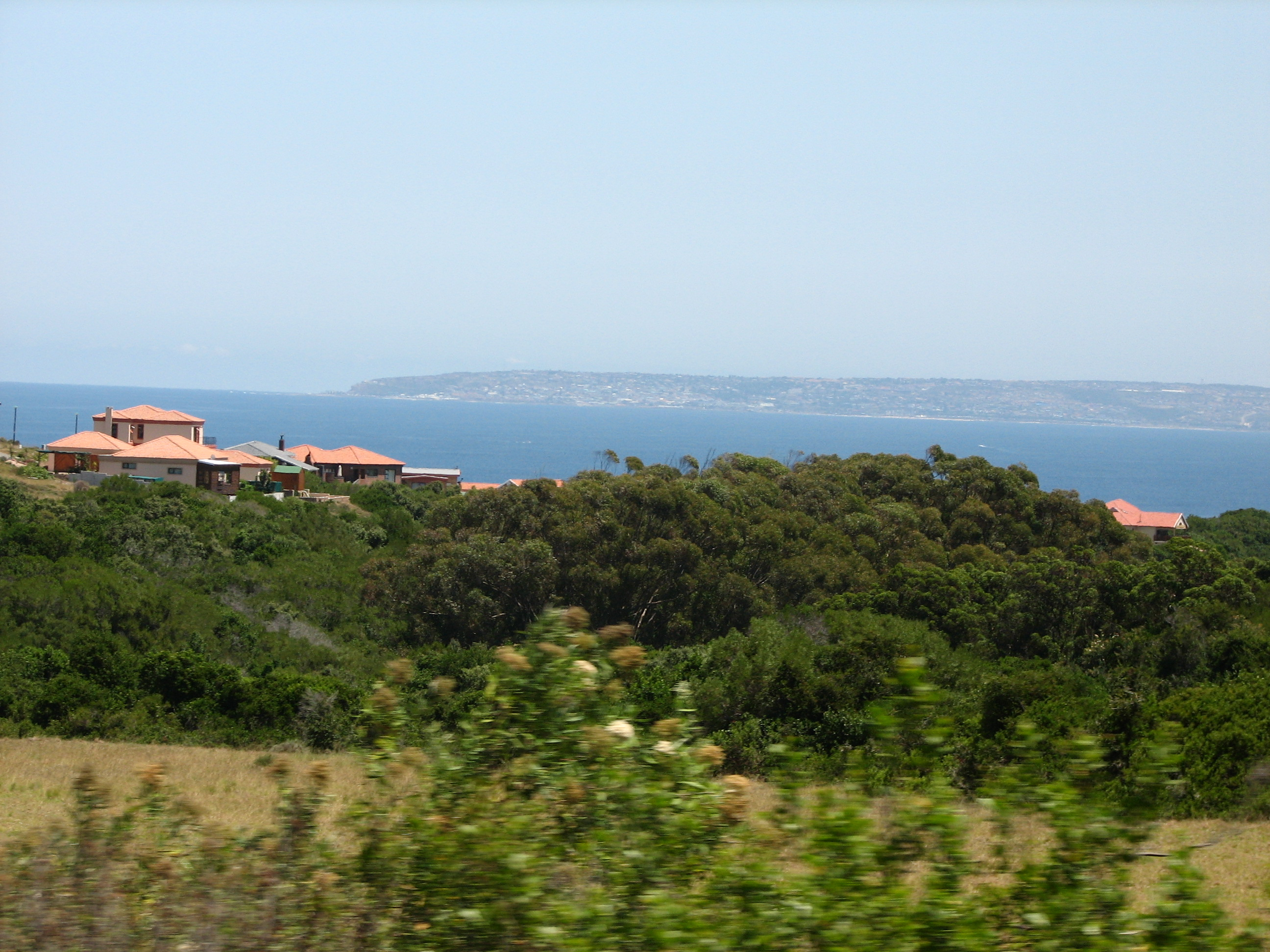
Mosselbaai

De Portugese zeevaarder Bartolomeu Dias heeft ergens in of rondom Mosselbaai op 3 februari 1488 voet aan wal gezet, en leverde zodoende het bewijs dat Afrika een zuidelijk punt heeft die het mogelijk maakt om van Europa naar Indië te zeilen. Dias noemde de baai oorspronkelijk Aguada de São Bras (Baai van Sint Blasius). Na Dias gebruikten meerdere Portugese zeevaarders, zoals Vasco da Gama, de baai als pleisterplaats na het ronden van Kaap de Goede Hoop. De huidige naam van de baai gaat terug naar de Nederlandse zeevaarders Cornelis de Houtman en Paulus van Caerden, die het gebied bezochten. Ze deden dat tezamen in 1597. Van Caerden kwam in 1601 nog een keer terug. Op een van die twee zeereizen is de huidige naam ontstaan - een verwijzing naar het grote aantal mosselen dat in de baai lag. Het dorp is in 1848 onder dezelfde naam gesticht.

## Hoofdplaatsen
Het nationaal instituut voor de statistiek, Stats SA, deelt sinds de census 2011 deze hoofdplaats in 19 zogenaamde subplaatsen (sub place), waarvan de grootste zijn:
D'Almeida • Fairview • Heiderand.